# Tuần trăng mật

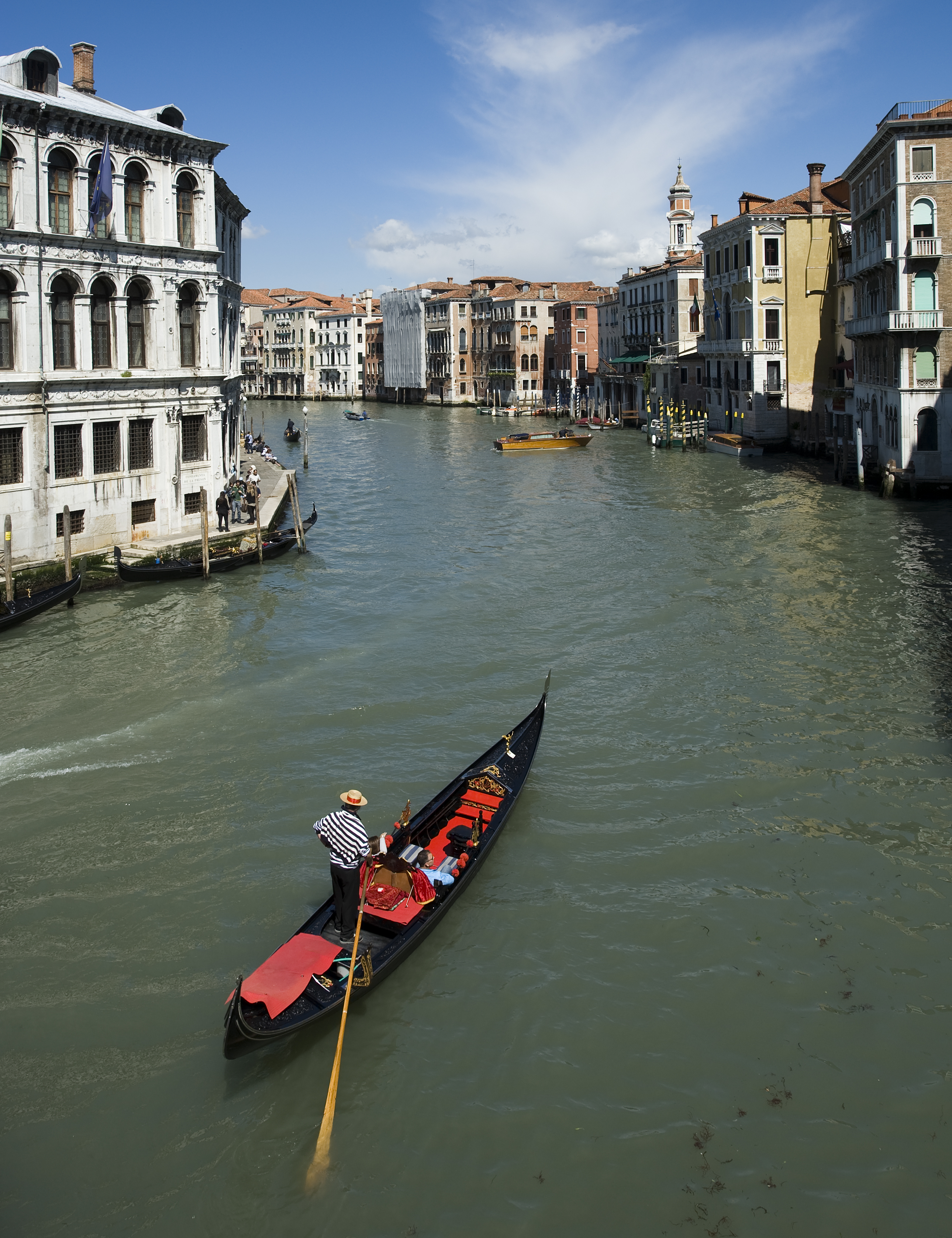
Thành phố Venice là nơi trăng mật nổi tiếng

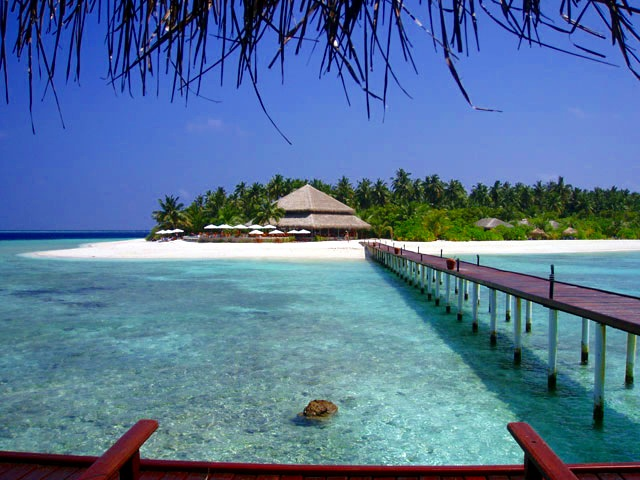
Maldives là nơi của nhiều cặp đôi mới cưới

Tuần trăng mật là chuyến du lịch mà đôi vợ chồng mới kết hôn (vợ chồng son) dành cho nhau để kỷ niệm lễ cưới của mình trong sự thân mật và riêng tư. Cặp đôi mới cưới sẽ lên kế hoạch cho chuyến nghỉ ở trên bờ biển cát trắng,nắng vàng.Cùng nhau thưởng thức ly rượu vang và ngắm hoàng hôn lặn.

## Lịch sử tuần trăng mật
Đây là giai đoạn nghỉ ngơi của cặp đội mới cưới chia sẻ giây phút yêu thương và riêng tư giúp xây dựng mối quan hệ tình yêu của họ. Thuật ngữ sớm nhất trong tiếng Anh về dịp này là honey moon, được ghi chép vào năm 1546.
Theo văn hóa phương Tây, phong tục của một cặp mới cưới đi nghỉ trăng mật bắt đầu từ thế kỷ 19. Các cặp đôi tầng lớp thượng lưu sẽ có chuyến đi nghỉ, đôi khi cùng gia đình và bạn bè, đến thăm những người không thể tham dự lễ cưới, chẳng hạn như họ hàng.